# دارانی (مجارستان)
دارانی (به مجاری:  Darány) یک منطقهٔ مسکونی در مجارستان است که در ناحیه بارچ واقع شده‌است. دارانی ۲۸٫۱ کیلومتر مربع مساحت و ۸۷۹ نفر جمعیت دارد.